# Sèvre Nantaise
El río Sèvre Nantaise (Sevre Nantés) es un río de Francia de la cuenca del Loira. Nace 4 km al NNO de Secondigny (Deux-Sèvres), a 259 m s. n. m., la comarca de la Gâtine. Desemboca en un brazo del Loira en Nantes, de ahí su nombre. Su longitud es de 136 km. Su cuenca tiene una extensión de  2350 km².
Su recorrido se desarrolla en los departamentos de Deux-Sèvres, Vandea, Maine y Loira y Loira Atlántico. Forma parte del límite de la Vendée. Las principales poblaciones que atraviesa son Mortagne-sur-Sèvre, Clisson y Vertou. La desembocadura se encuentre en el barrio nantés de Pirmil.
Se ha utilizado para el transporte. Actualmente son navegables sus últimos 21 km, desde el puente de Monnières hasta Nantes. Hay una esclusa en Vertou.
Sus aguas también se han utilizado para la industria, conociéndose la existencia de no menos de 140 molinos en sus orillas. Los primeros construidos se remontan al siglo VII, si bien su mayor expansión se produjo hacia el año 1200.  
Es uno de los dos ríos que dan nombre a Deux-Sèvres, siendo el otro el Sèvre Niortaise (Sevre Niortés).